# (When You Gonna) Give It Up to Me
(When You Gonna) Give It Up to Me (anche conosciuta come Give It Up to Me) è un brano reggae scritto da Sean Paul per il suo terzo album The Trinity del 2005. Il singolo, pubblicato come ultimo dell'album, vede la partecipazione di Keyshia Cole ed è stato utilizzato per la promozione del film Step Up.

## Tracce
US CD
1. (When You Gonna) Give It Up to Me (featuring Keyshia Cole) - radio version
2. (When You Gonna) Give It Up to Me - instrumental

UK CD
1. (When You Gonna) Give It Up to Me (featuring Keyshia Cole) - radio version
2. Get Busy - Sessions at AOL version

UK Vinyl
1. (When You Gonna) Give It Up to Me (featuring Keyshia Cole) - radio version
2. (When You Gonna) Give It Up to Me - instrumental
3. Like Glue [video mix]
4. Get Busy (featuring Fatman Scoop & Crooklyn Clan) - Clap Your Hands Now remix - street club long version

## Classifiche internazionali
| Classifiche (2006)                         | Posizione raggiunta |
| ------------------------------------------ | ------------------- |
| U.S. Billboard Hot 100                     | 3                   |
| U.S. Billboard Hot R&B/Hip Hop Songs Chart | 5                   |
| U.S. Billboard Pop 100 Chart               | 9                   |
| Israele                                    | 1                   |
| Polonia                                    | 1                   |
| Francia                                    | 25                  |
| Finlandia                                  | 6                   |
| Peru                                       | 25                  |
| Romania                                    | 17                  |
| Repubblica ceca                            | 12                  |
| Canada                                     | 25                  |
| UK                                         | 31                  |
| Australia                                  | 17                  |
| Irlanda                                    | 47                  |